# Крейг Кайл
Крейг Пол Кайл (псевдо. Дж. Д. Мюррей; англ. Craig Paul Kyle; нар. 3 листопада 1971, Х'юстон, США) — американський сценарист, працює на Marvel Comics. Відомий створенням такої персонажки як Ікс-23. Також працює продюсером.

## Кар'єра
Співпрацює з Крістофером Йопсом. Відомою їх спільною роботою є створення персонажа-мутанта Ікс-23 — підліткового клону Росомахи. У 2003 році Кайл та Йост стали співавторами епізодів «Людей Ікс: Еволюція», які представили Ікс-23 у всесвіті «Людей Ікс: Еволюція». Керівники Marvel були вражені успіхом Ікс-23 на телебаченні і згодом попросили авторів адаптувати персонажа до коміксів. Спочатку Кайл та Йост створили персонажа в однойменному міні-серіалі з шести випусків, згодом взяли на себе роботу по написанню (станом на випуск № 20) у «Нових Людях Ікс» (раніше «Нові Люди Ікс: Академія Ікс»), завдяки чому Ікс-23 став звичайним персонажем. Успіх першого міні-серіалу Ікс-23 (Ікс-23: Втрачена невинність) спонукав Marvel замовити другий міні-серіал із шести випусків з Кайлом і Йостом на чолі під назвою «Ікс-23: Target Ікс».
Кайл і Йост завершили роботу над «Новими Людьми Ікс» після «Людей Ікс: Комплекс Месії», переназвавши їх на «Молоді люди Ікс». Разом з Клейтоном Крейном створили оновлену «X-Force» — автори показали Росомаху, «Стежку війни», Wolfsbane та Ікс-23 як агентів, що виконують вбивства за наказами Циклопа. Серія закінчилася в 2010 році і була замінена на Uncanny X-Force, написану Ріком Ремендером.

## Фільмографія

### Фільми

#### У кінотеатрах
| Рік  | Назва                                           | Працював як | Працював як | Примітки                                                                            |
| Рік  | Назва                                           | Сценарист   | Продюсер    | Примітки                                                                            |
| ---- | ----------------------------------------------- | ----------- | ----------- | ----------------------------------------------------------------------------------- |
| 2011 | Тор англ. Thor                                  | Ні          | Так         | Частина Кіновсесвіту Marvel                                                         |
| 2013 | Тор: Царство Темряви англ. Thor: The Dark World | Ні          | Так         | Частина Кіновсесвіту Marvel                                                         |
| 2017 | Тор: Раґнарок англ. Thor: Ragnarok              | Так         | Ні          | Частина Кіновсесвіту Marvel; Працював разом із Крістофером Йостом і Еріком Пірсоном |

#### Direct-to-video
| Рік  | Назва                                    | Працював як | Працював як | Примітки                                              |
| Рік  | Назва                                    | Сценарист   | Продюсер    | Примітки                                              |
| ---- | ---------------------------------------- | ----------- | ----------- | ----------------------------------------------------- |
| 2006 | Ultimate Avengers: The Movie             | Так         | Так         | Випущено як частину колекції Marvel Animated Features |
| 2006 | Ultimate Avengers 2: Rise of the Panther | Так         | Так         | Випущено як частину колекції Marvel Animated Features |
| 2007 | The Invincible Iron Man                  | Так         | Так         | Випущено як частину колекції Marvel Animated Features |
| 2007 | Doctor Strange: The Sorcerer Supreme     | Так         | Так         | Випущено як частину колекції Marvel Animated Features |
| 2008 | Next Avengers: Heroes of Tomorrow        | Так         | Так         | Випущено як частину колекції Marvel Animated Features |
| 2009 | Hulk vs Thor                             | Так         | Ні          | Випущено як частину колекції Marvel Animated Features |
| 2009 | Hulk vs Wolverine                        | Так         | Так         | Випущено як частину колекції Marvel Animated Features |
| 2010 | Planet Hulk                              | Ні          | Так         | Випущено як частину колекції Marvel Animated Features |
| 2011 | Thor: Tales of Asgard                    | Так         | Так         | Випущено як частину колекції Marvel Animated Features |

### Телебачення
| Рік       | Назва                                     | Працював як | Працював як | Примітки                         |
| Рік       | Назва                                     | Сценарист   | Продюсер    | Примітки                         |
| --------- | ----------------------------------------- | ----------- | ----------- | -------------------------------- |
| 2000-2003 | Люди-Ікс: Еволюція англ. X-Men: Evolution | Так         | Так         | 8 епізодів                       |
| 2003      | Spider-Man: The New Animated Series       | Ні          | Так         |                                  |
| 2006      | Fantastic Four                            | Ні          | Так         |                                  |
| 2007      | Fantastic Four: World's Greatest Heroes   | Так         | Ні          |                                  |
| 2009      | Wolverine and the X-Men                   | Так         | Так         |                                  |
| 2021      | Pacific Rim: The Black                    | Так         | Так         | Вебсеріал Шоуранер: Ґреґ Джонсон |